# Alphonse-Marie-Marcellin-Thomas Bérenger
Alphonse-Marie-Marcellin-Thomas Bérenger, född 31 maj 1785 och död 1 maj 1866, var en fransk politiker och jurist.
Bérenger var generalprokurator i Grenoble, frånträdde ämbetet 1815 och ägnade sig därefter åt staffrättsliga studier. han utgav 1818 La justice criminelle en France, i vilket arbete han angrep specialdomstolarna såsom reaktionens redskap och ivrade för införande av jurysystem. Bérenger invaldes 1828 i deputeradekammaren och blev ordförande i kommissionen över Karl X:s ministrar 1830. Han inlade senare betydande insatser i arbetet med Frankrikes nya strafflag 1835, särskilt angående rätt för juryn att finna förmildrande omständigheter i annars med dödsstraff belagda brott. Bérenger var domare i kassationsdomstolen 1831, president där 1849-60, och pär 1839-48. Han utgav 1855 De la répression pénale.